# Violette Verdy
Violette Verdy (Pont-l'Abbé, 1º dicembre 1933 – Bloomington, 8 febbraio 2016) è stata una ballerina e coreografa francese.
Lavorò per il Balletto dell'Opéra di Parigi, prima di trasferirsi negli Stati Uniti, dove divenne Prima ballerina del New York City Ballet dal 1958 al 1977. Prese parte a diverse "prime" mondiali in lavori creati specificamente per lei dai coreografi George Balanchine e Jerome Robbins.